# Kai Ambos
Kai Ambos és un professor de dret penal, dret processal, dret comparatiu i dret penal internacional a la Georg-August-Universität de Göttingen. Ha publicat múltiples treballs en les seves àrees d'especialització i des de 2006 és jutge al Tribunal de Districte de Göttingen. L'any 2012, formant part de la defensa, aconseguí l'absolució de Mladen Markač, en el judici d'apel·lació davant el Tribunal Penal Internacional per a l'antiga Iugoslàvia. En primera instància, el seu Markač havia estat condemnat a penes de presó de llarg terme, per crims contra la humanitat. Des de 2017, és jutge al Tribunal Especial per a Kosovo.